# Danilo Hondo
Danilo Hondo (Cottbus, 4 gennaio 1974) è un ex ciclista su strada, pistard e dirigente sportivo tedesco. Professionista dal 1997 al 2014, ha vinto il titolo mondiale su pista nell'inseguimento a squadre nel 1994, due tappe al Giro d'Italia 2001 e il titolo nazionale su strada nel 2002. Dal 2017 al 2019 è stato commissario tecnico della Nazionale svizzera su strada.

## Carriera
Nel 1994, ancora dilettante, conquista la medaglia d'oro ai Mondiali su pista di Palermo nella specialità dell'inseguimento a squadre. Due anni dopo a Manchester vince anche la medaglia di bronzo di specialità.
Passa professionista nel 1997 con la Agro Adler Brandenburg e si mette subito in luce come velocista centrando subito le prime vittorie. Nelle stagioni successive corre con grandi squadre come Telekom e Gerolsteiner, vincendo numerose corse ma la maggior parte non di grande prestigio. I successi più importanti sono quelli in due tappe al Giro d'Italia del 2001, in cui veste anche la maglia ciclamino di leader della classifica a punti e si piazza secondo nella medesima graduatoria davanti a Mario Cipollini, e il titolo tedesco in linea nel 2002. Vince anche tappe al Giro di Catalogna, al Giro di Polonia, al Giro della Bassa Sassonia, alla Corsa della Pace, al Regio-Tour e alla Tre Giorni di La Panne, conquistando diverse classifiche a punti.
Nel 2005 alla Vuelta a Murcia viene trovato positivo allo stimolante carphedon e squalificato per due anni, ma dopo il ricorso l'originario periodo di squalifica viene ridotto a un anno. Tornato alle corse nell'aprile 2006 con il Team Lamonta, nel 2007 passa alla Tinkoff Credit Systems, ma in aprile viene nuovamente fermato fino a inizio 2008 da una sentenza della Corte Cantonale svizzera. Nel 2008 viene messo sotto contratto dalla Serramenti PVC Diquigiovanni-Androni Giocattoli di Gianni Savio, con cui vince una frazione al Tour de Langkawi; nel 2009 è alla ceca PSK Whirlpool-Author, con cui vince tre corse.
Nel 2010 Alessandro Petacchi lo vuole fortemente come gregario per le volate e la Lampre-Farnese Vini, formazione UCI World Tour, lo mette sotto contratto; in stagione Hondo si ritaglia comunque anche alcuni spazi, vincendo una tappa al Giro di Sardegna e andando due volte a podio al Giro d'Italia. Rimane in Lampre fino a fine 2012, quando passa alla RadioShack-Leopard. Si ritira dall'attività nel settembre 2014.

## Dopo il ritiro
Nel 2015 assume la carica di commissario tecnico della Nazionale svizzera Under-23 su strada. Nel 2017 diventa anche selezionatore della Nazionale svizzera élite. In seguito alle rivelazioni sul doping del medico Mark Schmidt di Erfurt, in un'intervista del 12 maggio 2019 resa all'emittente tedesca ARD, Hondo confessa di essere stato cliente di Schmidt, affermando di aver pagato 30.000 euro per trasfusioni di sangue nel 2011. A seguito di queste rivelazioni, la Federazione ciclistica svizzera lo solleva immediatamente dagli incarichi di CT.
Nel novembre 2020, a seguito di un procedimento presso il Tribunale regionale di Monaco di Baviera, fonti giornalistiche riportano frasi in cui Hondo ammette di essersi dopato con Alessandro Petacchi: «Se hai un rapporto così stretto, quasi fraterno, allora non hai problemi a doparti insieme in una stanza». Le successive polemiche vengono spente dagli stessi Hondo e Petacchi, che evidenziano trattarsi di un errore nella traduzione delle dichiarazioni.

## Palmarès

### Strada
- 1996

Classifica generale Tour of the Mediterranean
- 1997 (Agro - Adler - Brandenburg, due vittorie)

1ª tappa Tour de l'Ain (Bourg-en-Bresse > Pont-de-Vaux)
4ª tappa Giro di Sassonia (Radeberg > Niesky)
- 1998 (Agro - Adler - Brandenburg, dodici vittorie)

4ª tappa Vuelta Ciclista de Chile (Temuco > Los Angeles)
4ª tappa Giro della Bassa Sassonia (Bückeburg > Bad Pyrmont)
7ª tappa Giro della Bassa Sassonia  (Duderstadt > Einbeck)
8ª tappa Giro della Bassa Sassonia (Einbeck > Verden)
10ª tappa, 1ª semitappa, Giro della Bassa Sassonia (Melle > Munster)
10ª tappa, 2ª semitappa, Giro della Bassa Sassonia (Munster > Osnabrück)
2ª tappa Corsa della Pace (Szamotuły > Gorzów Wielkopolski )
1ª tappa Giro di Sassonia (Hoyerswerda > Görlitz)
2ª tappa Giro di Sassonia (Zittau > Lipsia)
1ª tappa Regio-Tour (Guebwiller > Guebwiller)
2ª tappa Giro di Polonia (Bytów > Słupsk)
2ª tappa Giro dell'Assia (Rosbach > Melsungen)
- 1999 (Team Telekom, quattro vittorie)

1ª tappa Corsa della Pace (Znojmo > Znojmo)
4ª tappa Corsa della Pace (Opava > Polanica-Zdrój)
5ª tappa Corsa della Pace (Polanica-Zdrój > Polkowice)
1ª tappa Regio-Tour (Rust > Guebwiller)
- 2000 (Team Telekom, tre vittorie)

2ª tappa Corsa della Pace (Wernigerode > Halle)
5ª tappa Corsa della Pace (Riesa > Zgorzelec)
1ª tappa, 2ª semitappa, Postgirot Open (Vårgårda > Skövde)
- 2001 (Team Telekom, sei vittorie)

1ª tappa Tre Giorni di La Panne (Moeskroen > Zottegem)
Berner Rundfahrt
2ª tappa Giro d'Italia (Fossacesia > Lucera)
3ª tappa Giro d'Italia (Lucera > Potenza)
1ª tappa Giro di Danimarca (Thisted > Aalborg)
5ª tappa Giro dei Paesi Bassi (Markelo > Venlo)
- 2002 (Team Telekom, quattro vittorie)

Campionati tedeschi, Prova in linea
2ª tappa Giro di Catalogna (La Sénia > Les Borges Blanques)
3ª tappa Giro dell'Assia (Hanau > Bensheim)
2ª tappa Giro di Renania-Palatinato (Bitburg > Coblenza)
- 2003 (Team Telekom, due vittorie)

1ª tappa Corsa della Pace (Olomouc > Olomouc)
2ª tappa Corsa della Pace (Unicov > Opava)
- 2004 (Gerolsteiner, nove vittorie)

1ª tappa Tre Giorni di La Panne (Middelkerke > Zottegem)
1ª tappa Giro della Bassa Sassonia (Wolsfburg > Duderstadt)
2ª tappa Giro della Bassa Sassonia  (Duderstadt > Göttongen)
4ª tappa Giro della Bassa Sassonia  (Einbeck > Melle)
5ª tappa Giro della Bassa Sassonia  (Melle > Leer)
5ª tappa Quattro Giorni di Dunkerque (Dunkerque > Dunkerque, cronometro)
5ª tappa Giro di Catalogna (Llívia > Blanes)
1ª tappa Tour du Poitou-Charentes (Andilly-les-Maarais > Andilly-les-Maarais)
Gran Premio Bruno Beghelli
- 2005 (Gerolsteiner, due vittorie)

1ª tappa Vuelta a Murcia (Murcia > Molina de Segura)
2ª tappa Vuelta a Murcia (Alhama de Murcia > Alhama de Murcia, cronometro)
- 2006 (Team Lamonta, otto vittorie)

2ª tappa Corsa della Pace (Schrems > Ceske Budejovice)
3ª tappa Corsa della Pace (Beroun > Karlovy Vary)
2ª tappa Circuito Montañés (Renedo de Piélagos > Santoña)
3ª tappa Circuito Montañés (Laredo > Maliaño)
Neuseen Classics
2ª tappa Giro di Sassonia (Ebersbach > Meerane)
1ª tappa Regio-Tour (Heitersheim > Guebwiller)
Omloop van de Vlaamse Scheldeboorden
- 2008 (Serramenti PVC Diquigiovanni-Androni Giocattoli, una vittoria)

4ª tappa Tour de Langkawi (Port Dickson > Batu Pahat)
- 2009 (PSK Whirlpool-Author, tre vittorie)

5ª tappa Wyścig Solidarności i Olimpijczyków (Skarzysko-Kamienna > Kielce)
7ª tappa Giro del Portogallo (Póvoa de Varzim > São Joăo da Madeira)
Praga-Karlovy Vary-Praga
- 2010 (Lampre - Farnese Vini, una vittoria)

4ª tappa Giro di Sardegna (Carbonia > Iglesias)

#### Altri successi
- 1996

Prologo Berliner Etappenfahrt  (Berlino, cronosquadre)
- 1997 (Agro - Adler - Brandenburg)

Criterium di Berlino
Criterium di Gelsenkirchen
- 1998 (Agro - Adler - Brandenburg)

Rund um die Kö
Rund um Eisenhüttenstadt
Classifica a punti Giro della Bassa Sassonia
- 2000 (Team Telekom)

Classifica a punti Postgirot Open
Gran Premio di Buchholz
- 2001 (Team Telekom)

Classifica a punti Parigi-Nizza
Criterium di Brema
Criterium di Hockenheim
Criterium di Stolberg
- 2002 (Team Telekom)

Gran Premio Entega
Classifica generale Top-Trophy
Criterium di Böblingen
- 2003 (Team Telekom)

Classifica a punti Regio-Tour
Gran Premio Entega
Rhede (Derny)
- 2004 (Gerolsteiner)

Classifica a punti Quattro Giorni di Dunkerque
Classifica a punti Giro della Bassa Sassonia
Classifica a punti Giro di Germania
Classifica a punti Giro di Renania-Palatinato
Circuito di Betzdorf
Krefeld-Rund um die Sparkasse
Gran Premio di Buchholz
Bad Homburg
Regiobahn-Cup
- 2005 (Gerolsteiner)

Classifica a punti Vuelta a Murcia
- 2006 (Team Lamonta)

Classifica a punti Circuito Montañés
Classifica a punti Regio-Tour
Classifica a punti Corsa della Pace
Criterium di Michelstadt
Criterium di Weinheim
Criterium di Stoccarda
Criterium di Edermünde
3ª tappa Nienburger Frühjahrspreis (Lemke > Lemke)
Criterium di Rheda-Wiedenbrück
- 2009 (PSK Whirlpool-Author)

Criterium di Michelstadt
Criterium di Rokytnice
Bad Homburg
- 2010 (Lampre - Farnese Vini)

Hannover (Derny)
- 2011 (Lampre - ISD)

Bitburger-City-Nacht Rhede
- 2012 (Lampre - ISD)

Rund um den Magdeburger Dom
- 2014 (Trek Factory Racing )

Bad Homburg

### Pista
- 1994

Campionati del mondo, Inseguimento a squadre (con Andreas Bach, Guido Fulst e Jens Lehmann)
- 1996

Coppa del mondo, Inseguimento a squadre (Atene, con Heiko Szonn, Guido Fulst e Robert Bartko)
- 2010

Sei giorni di Zurigo (con Robert Bartko)

## Piazzamenti

### Grandi Giri
- Giro d'Italia

2001: 91º
2002: non partito (5ª tappa)
2008: 104º
2010: non partito (19ª tappa)
2011: non partito (13ª tappa)
2013: 95º
2014: 114º
- Tour de France

2002: 104º
2004: 106º
2010: 132º
2011: 108º
2012: 86º
- Vuelta a España

1999: 90º
2000: non partito (7ª tappa)
2001: 93º
2010: 107º

### Classiche monumento
- Milano-Sanremo

1999: squalificato
2004: 32º
2005: 2º
2008: 68º
2010: 124º
2011: 56º
2012: 58º
2013: 56º
- Giro delle Fiandre

1999: ritirato
2000: 59º
2001: ritirato
2002: 61º
2003: ritirato
2004: 24º
2010: 9º
2011: 16º
2012: 34º
2013: 104º
- Parigi-Roubaix

1999: ritirato
2000: 46º
2001: ritirato
2002: ritirato
2010: 40º
2011: 98º
2012: 63º
- Liegi-Bastogne-Liegi

1999: ritirato
- Giro di Lombardia

2008: 55º

### Competizioni mondiali
- Campionati del mondo su strada

Valkenburg 1998 - In linea Elite: ritirato
Verona 1999 - In linea Elite: ritirato
Lisbona 2001 - In linea Elite: ritirato
Zolder 2002 - In linea Elite: 20º
Verona 2004 - In linea Elite: 14º
Melbourne 2010 - In linea Elite: 82º
Copenaghen 2011 - In linea Elite: 75º
- Campionati del mondo su pista

Colorado Springs 1991 - Inseguimento a squadre: 2°
Colorado Springs 1991 - Corsa a punti: 2°
Atene 1992 - Inseguimento a squadre: 2°
Palermo 1994 - Inseguimento a squadre: vincitore
Manchester 1996 - Inseguimento a squadre: 3º
- Giochi olimpici

Atlanta 1996 - Inseguimento a squadre: 9º